# Centena
Una centena o un centenar es la agrupación de 100 caracteres, objetos o cosas, que matemáticamente dicho se refiere a 100 unidades es decir «100 veces 1» expresado como 100 × 1 = 100, tomando en cuenta que la unidad cambia (100 unidades, cien kg, cien pesos, etc.). Ésta se utiliza igualmente con cantidades mayores a la unidad, utilizando siempre la palabra centena, y seguido de la cantidad de valor numérico:
una centena = 100 × 1 = 100 
centena de millar = 100 × 1.000 = 100.000 
centena de millón = 100 × 1.000.000 = 100.000.000, y etc.